# Haida (språk)
Haida (eget namn: Xaad Kíl) är ett isolatspråk som talas i Alaska, USA och i Kanada. Språket kan också anses som ett makrospråk som består av två andra språk: syd- och nordhaida.
Språket anses ha mindre än 100 talare, varav alla är över 50 år gamla och bor på Kanadas sida av gränsen. I dagens läge finns det många unga som lär sig språket av de äldre generationerna.
Språket skrivs med latinska alfabetet.
År 2014 erkändes språket, tillsammans med andra ursprungsspråk i Alaska, som officiella språk i delstaten. Dessutom är språket haidafolkets nations officiella språk.

## Fonologi

### Konsonanter
|             |          | Bilabial | Alveolar | Alveolar | Palatal | Velar | Uvular | Glottal |
| Norm.       | Lat.     | Bilabial |          |          | Palatal | Velar | Uvular | Glottal |
| ----------- | -------- | -------- | -------- | -------- | ------- | ----- | ------ | ------- |
| Nasal       | Norm.    | m        | n        |          |         | ŋ     |        |         |
| Nasal       | Glott.   | mˀ       | nˀ       |          |         |       |        |         |
| Klusil      | Norm.    | b        | t        |          |         | k     | q      | ʔ       |
| Klusil      | Asp.     | pʰ       | tʰ       |          |         | kʰ    | qʰ     |         |
| Klusil      | Ejekt.   | p'       | t'       |          |         | k'    | q'     |         |
| Affrikat    | Norm.    |          | ts       | tɬ       | tʃ      |       |        |         |
| Affrikat    | Asp.     |          | tsʰ      | tɬʰ      | tʃʰ     |       |        |         |
| Affrikat    | Ejekt.   |          | ts'      | tɬ'      | tʃ'     |       |        |         |
| Frikativ    | Frikativ |          | s        | ɬ        |         | x     | χ      | h       |
| Approximant | Norm.    |          |          |          | j       | w     |        |         |
| Approximant | Glott.   |          |          |          | jˀ      | wˀ    |        |         |

Källa:

### Vokaler
|               | Främre | Central | Bakre |
| ------------- | ------ | ------- | ----- |
| Sluten        | i      |         | u     |
| Nästan sluten | ɪ      |         | ʊ     |
| Mellanöppen   |        |         | ʌ     |
| Öppen         |        | a       |       |

Källa: